# Voigtstedt
Voigtstedt est une ancienne commune allemande de l'arrondissement de Kyffhäuser, Land de Thuringe.

## Géographie
Voigtstedt se situe sur le kleinen Helme, un bras de l'Helme.
|        | Edersleben |                            |
|        | Voigtstedt | Allstedt                   |
| Artern |            | Mönchpfiffel-Nikolausrieth |

La Bundesautobahn 71 et la ligne de Sangerhausen à Erfurt traversent le territoire de la commune.

## Histoire
Voigtstedt est mentionné pour la première fois au début du IXe siècle dans le répertoire des biens de l'abbaye d'Hersfeld sous le nom de Vocstat.
Pendant la Seconde Guerre mondiale, 57 hommes et femmes de Russie, d'Ukraine et de Pologne sont contraints à des travaux agricoles.

## Personnalités liées à la commune
- Karl Wagner (1891-1965), homme politique communiste, résistant au nazisme

## Source, notes et références
- (de) Cet article est partiellement ou en totalité issu de l’article de Wikipédia en allemand intitulé « Voigtstedt » (voir la liste des auteurs).